# Ніколо Аматі

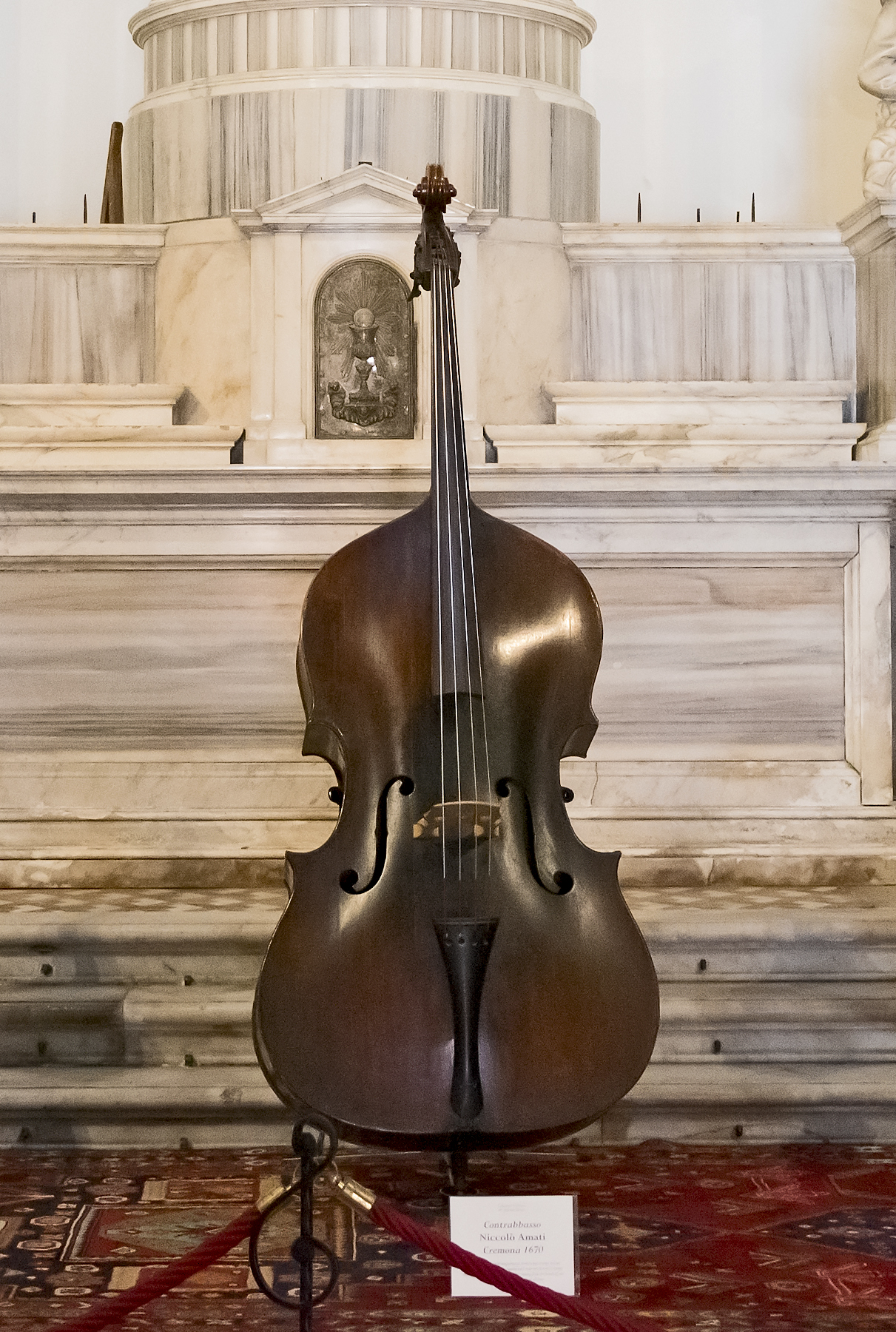
Niccolò Amati — Контрабас

Ніко́ло Аматі́ (італ. Nicola Amati; 3 грудня 1596, Кремона, тепер Італія — 12 квітня 1684, Кремона) — найвидатніший представник славної сім'ї італійських майстрів смичкових інструментів, учитель відомих Андреа Гварнері й Антоніо Страдіварі.

## Кремона

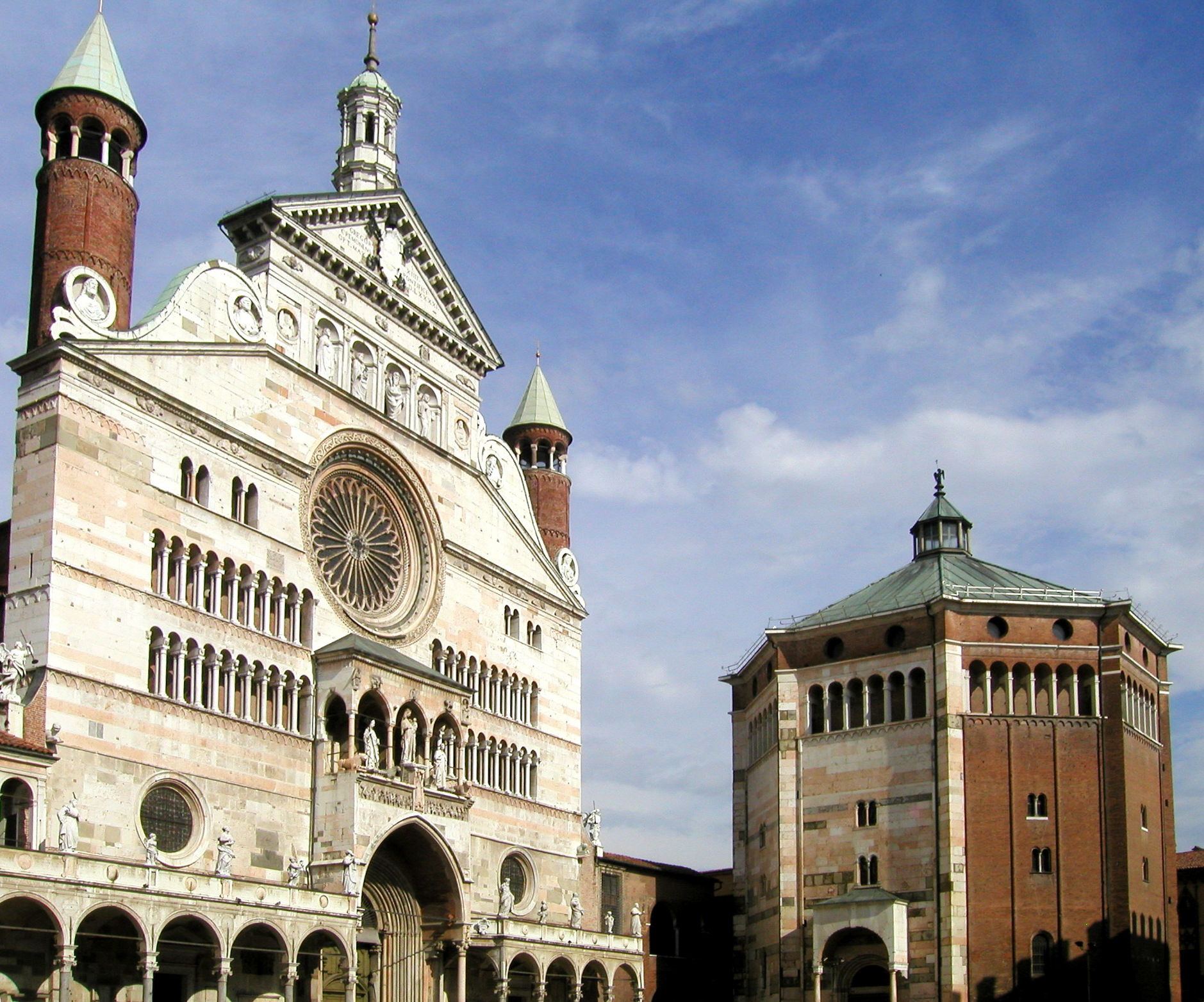
Кремона, кафедральний собор.
Антоніо Страдіварі, учень Ніколо Аматі. Гравюра 1681 року.
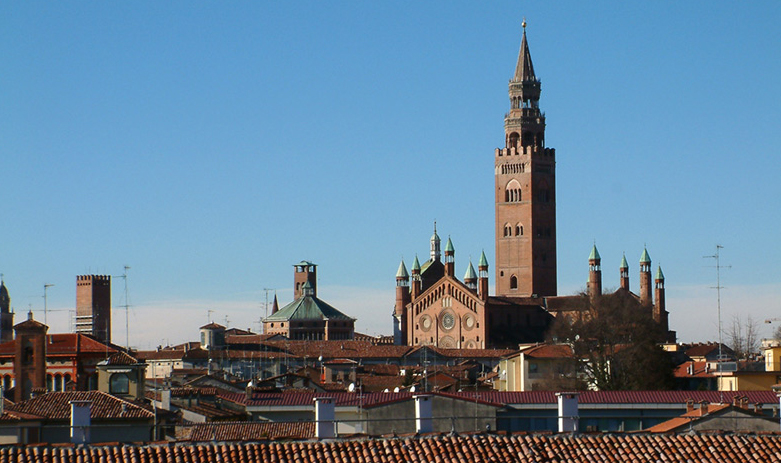
Панорама Кремони.

## Біографія
Батьком Аматі був Джироламо Аматі — син Андреа Аматі, засновника скрипкової школи. Вся сім'я жила і працювала у Кремоні. Ніколо — найвідоміший представник сімейства.
Аматі суттєво вдосконалив тип скрипки, створеної попередниками. У скрипках збільшеного формату (364—365 мм) так званих Grand Amati, він посилив звучання і зберіг м'якість та ніжність тембру. Його роботи вражають і досконалістю форм, і досконалістю звуку. Лак золотисто-жовтий з легким коричневим відтінком, іноді червоний. Чудово виконані і віолончелі Ніколо Аматі. Скрипок та віолончелей, створених найвідомішим з майстрів Аматі Ніколо на сьогодні збереглося трохи більше 20.
Одним з його учнів був його син Джіроламо Аматі 2-й (1649–1740). Але він не виправдав надій батька і при ньому знаменита скрипкова школа була закрита.
Ніколо Аматі помер в Кремоні, Італія, 12 квітня 1684.

## Ніколо Аматі та «Візит до Мінотавра» (5-серійний фільм 1987)
Несподівано в СРСР Ніколо Аматі став одним з героїв детективної кінострічки. Був надрукований роман братів Вайнерів з незвичною назвою, що відсилала читача до Стародавньої Греції і міфів, які багато хто забув. Мінотавр — потворна істота з людським тулубом і головою бика. В самій кінострічці він так і не з'явиться, але злочинність в суспільстві справжня персоніфікація Мінотавра. Не менш потворною стає і людина-злочинець, людина, що має в собі власного Мінотавра і дає йому змогу виїсти себе зсредини.
По роману і створили фільм. Кінострічка має дві сюжетні лінії: одна — детектив кінця 1980-х років, періоду кризи СРСР; друга — провінційна Італія 17 століття і майстри скрипок. Пограбована квартира відомого музиканта стала приводом для розслідування, адже йшлося про крадіжку надзвичайно коштовної речі — скрипки Страдіварі. Уславлений італійський майстер якраз навчався у Ніколо Аматі. Роль старого і мудрого як філософ Сократ майстра, Ніколо Аматі, і доручили актору Плятту Ростиславу Яновичу.

## Ніколо Аматі—Ростислав Плятт
Відстань у 350—400 років накладає свою сумну печатку на постаті далекої епохи і на біографії осіб. Має свою печатку маловідомості і Фантазійності в кінострічці і життєпис Страдіварі, і життєпис Ніколо Аматі. Але майже головна культурна теза «Геній і злочинність — не сумісні» — добре засвоєна авторами фільму і акторами. І добре доведена ними в фільмі.
За повсякденний труд, натхнення і створення досконалих музичних інструментів автори фільму і глядачі прощають Аматі і багатство, і недоліки особи. А сцени з монологами Ніколо Аматі — Ростислава Плятта відкривають унікальну людину, яка тільки і могла створити унікальні музичні інструменти. В кінострічці знайшлося місце і для сцени похорон Ніколо Аматі. І смерть Ніколо Аматі стала втратою не тільки для вдячних учнів і знайомих, а й втратою для суспільства.
Смерть забрала в свій час і Аматі, і Ростислава Плятта. Але їм обом є пам'ятник в призабутому фільмі з незвичною назвою, що відсилає і в часи Стародавньої Греції, і в Італію 17 століття, і в 1980-ті, що стали надбанням мистецтва і історії.

## Образ у кіно
- «Візит до Мінотавра» (1987, мінісеріал, СРСР), у ролі Ніколо Аматі — Ростислав Плятт.
- «Страдіварі» (1988, біографічний фільм, Італія, Франція), у ролі Ніколо Аматі — Леопольдо Трієсте.